# Elias Olrik
Elias Olrik (2. december 1885 i Dalby – 28. januar 1975) var en dansk teolog, embedsmand og dommer.
Han var søn af sognepræst Anton Wilhelm Scheel Olrik og dennes hustru Elisa Victoria f. Møller. Olrik tog studentereksamen i 1903 og blev cand.theol. fra Københavns Universitet i 1909, hvorefter han frem til 1914 var privatlærer for kronprins Frederik og prins Knud 1909–1914. Sideløbende påbegyndte han juridiske studier og tog juridisk embedseksamen i 1917.

## Embedsmand og dommer
Som nyuddannet jurist blev Olrik sekretær i Justitsministeriet 1917–20, og var sekretær for den skandinaviske familieretskommission 1919-20. Han blev Færøernes amtmand 1920–29 og var i samme periode formand for bankrådet for Føroya Banki. Olrik fungerede frem til 1923 som lagtingsformand, hvilket han var den sidste amtmand, der gjorde. Herefter vendte han hjem til Danmark og blev dommer i Helsingør købstad med Kronborg Østre birk, Hellebæk Birk og Hørsholm Birk, hvorefter han i 1945 blev civildommer i Københavns Amts Søndre- og Amager Birk, en stilling han varetog frem til sin pensionering i 1955. I årene 1945-54 var han desuden medlem af ankenævnet i sager efter landsforræderloven.

## Tillidshverv og bestyrelsesposter
Olrik var ledende senior i Studenterforeningen 1931-32; formand for Den Danske Dommerforening 1939-45 og for fredningsnævnet for Frederiksborg Amtsrådskreds 1941-45. Efter sin pensionering varetog Olrik en række poster i det private erhvervsliv. Han var således formand for tilsynsrådet for Sparekassen for Helsingør og Omegn fra 1954, bestyrelsesformand for Gummifabrikken Tretorn fra 1956 og bestyrelsesmedlem for C. Wibroes Bryggeri fra 1957.

## Ægtefælle
Elias Olrik giftede sig 16. juni 1933 med Ellen Margrethe Rothe (19. oktober 1906 – 9. juni 1999), datter af hypoteksforeningsdirektør og murermester Ernst Rothe (død 1933) og Ebba Rothe f. Sørensen (død 1950).